# Clasificación FAB
La clasificación FAB (French-American-British: franco-anglo-estadounidense) se refiere a una serie de clasificaciones de las enfermedades hematológicas.
Se produjo por primera vez en 1976 [1].
Los tipos incluyen:
- Clasificación FAB de las leucemias linfoblásticas agudas
- Clasificación FAB de la leucemias mieloides agudas
- Clasificación FAB del síndromes mielodisplásicos

Las actualizaciones continuaron por lo menos hasta 1989.